# Bralleville
 Bralleville  là một xã của tỉnh Meurthe-et-Moselle, thuộc vùng Grand Est, đông bắc nước Pháp. Xã này nằm ở khu vực có độ cao trung bình 250 mét trên mực nước biển. Theo điều tra dân số năm 1999 của chính phủ Pháp này có dân số 163 người.
Sông Madon chảy qua thị trấn.